# Takashi Sambonsuge
Takashi Sambonsuge (三本菅 崇 Sambonsuge Takashi?), född 5 juni 1978 i Kanagawa prefektur, är en japansk före detta fotbollsspelare.
Sambonsuge började sin karriär 1997 i Urawa Reds. 2000 flyttade han till Mito HollyHock. Efter Mito HollyHock spelade han för Ventforet Kofu, FC Horikoshi, Matsumoto Yamaga FC, Nara Club och Arterivo Wakayama. Han avslutade karriären 2016.